# Вільгельм фон Єнні
Вільгельм фон Єнні (нім. Wilhelm von Jenny; 17 серпня 1891, Клагенфурт-ам-Вертерзе — 19 січня 1961, Відень) — австро-угорський, австрійський і німецький офіцер, генерал-майор люфтваффе.

## Біографія
18 серпня 1911 року вступив в австро-угорську армію. Учасник Першої світової війни, після завершення якої продовжив службу в австрійській армії. З 1 травня 1935 року — телеграфний консультант в штабі командування австрійських ВПС. Після аншлюсу 15 березня 1938 року автоматично перейшов у вермахт. З 20 квітня 1938 року — офіцер телеграфного зв'язку в штабі авіаційного командування «Австрія». З 1 липня 1938 року — командир авіаційного батальйону І/3, з 1 вересня 1939 року — 3-го авіаційного полку зв'язку «Легіон Кондор» (згодом перейменований на авіаційний полк зв'язку «Єнні»), з 10 березня 1940 року — 13-го авіаційного полку зв'язку, з 24 серпня 1940 року — 4-го авіаційного училища зв'язку. З 1 липня 1941 року — командир частин зв'язку 17-ї авіаційної області і 17-го авіаційного полку зв'язку у Відні. З 14 квітня 1942 року — командир частин зв'язку 3-го повітряного флоту, з 1 вересня 1942 року — авіаційної області «Нідерланди», одночасно з 1 липня по 1 жовтня 1943 року — начальник Генштабу області. З 1 лютого 1944 року — командир частин зв'язку 7-ї авіаційної області. 30 квітня 1945 року взятий в полон. 17 квітня 1947 року звільнений.

## Звання
- Фенріх (18 серпня 1911)
- Лейтенант (1 листопада 1912)
- Оберлейтенант (1 липня 1915)
- Гауптман (1 січня 1921)
- Майор (2 липня 1928)
- Оберстлейтенант (20 квітня 1939)
- Оберст (1 вересня 1940)
- Генерал-майор (1 вересня 1943)

## Нагороди
- Срібна і бронзова медаль «За військові заслуги» (Австро-Угорщина) з мечами
- Почесний знак Австрійського Червоного Хреста 2-го класу
- Військовий Хрест Карла
- Медаль «За поранення» (Австро-Угорщина) з однією смугою
- Пам'ятна військова медаль (Австрія) з мечами
- Пам'ятна військова медаль (Угорщина) з мечами
- Хрест «За військові заслуги» (Австрія) 3-го класу (31 грудня 1936)
- Хрест «За вислугу років» (Австрія) 2-го класу з військовою відзнакою (25 років)
- Почесний хрест ветерана війни з мечами
- Медаль «За вислугу років у Вермахті» 4-го, 3-го, 2-го і 1-го класу (25 років)
- Медаль «У пам'ять 13 березня 1938 року»
- Нагрудний знак «За поранення» в чорному
- Залізний хрест 2-го класу
- Нагрудний знак пілота
- Хрест Воєнних заслуг 2-го і 1-го класу з мечами